# Austin
Austin è una città (city) degli Stati Uniti d'America, capitale dello Stato del Texas. Si trova tra le contee di Travis (della quale è capoluogo), Hays e Williamson. Contava 984 567 abitanti al censimento del 2024, con un'area metropolitana di circa 2.5 milioni di abitanti, il che la rende la quinta città più popolosa del Texas dopo Houston, San Antonio, Dallas e Forth Worth.
Gli abitanti di Austin vengono chiamati Austinites.

## Geografia fisica

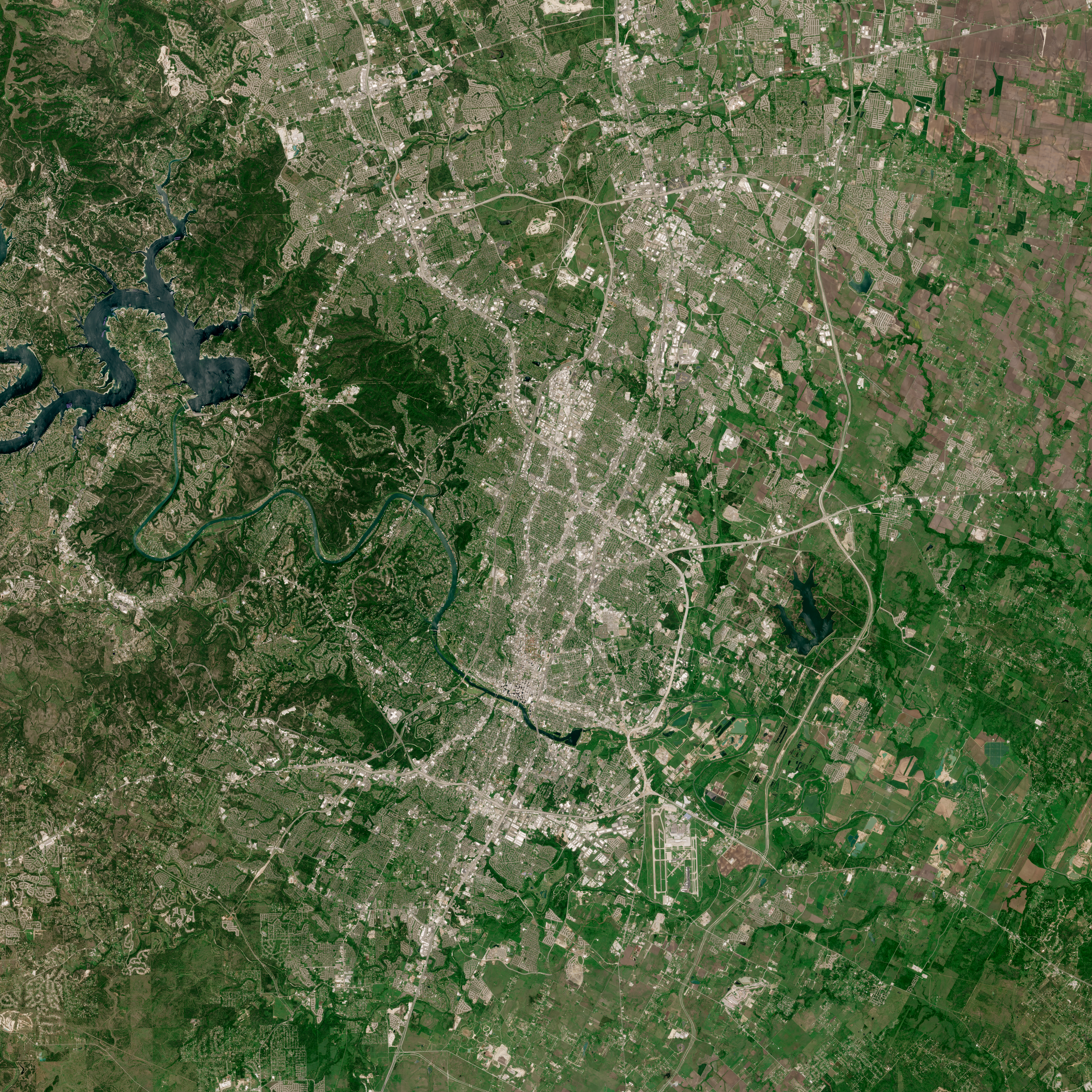
Vista satellitare della città

Austin ha una superficie totale di 704 km², dei quali 18 km² di acque interne. La sua altitudine è di 130 a 305 metri.
Austin è situata sul fiume Colorado del Texas, con tre laghi artificiali all'interno della cerchia urbana: il Lady Bird Lake (fino al 2007 si chiamava Town Lake), il lago Austin e il lago Walter E. Long. La diga di Mansfield e una parte del Lago Travis sono situati nella città. Diverse parti di Austin sono illuminate dalla "luna artificiale", la Moonlight tower.
La parte orientale della città è pianeggiante mentre quella occidentale si trova in una zona collinare, parte iniziale delle Colline del Texas. A causa della natura rocciosa delle colline in caso di forti piogge l'acqua non viene trattenuta dal suolo e causa inondazioni improvvise della città di Austin; per questo motivo sono stati costruiti i bacini e i laghi artificiali, che sono divenuti anche meta di gite in barca. L'area è ecologicamente e biologicamente molto diversificata e ospita una varietà di animali e piante.

### Clima
Secondo la Classificazione dei climi di Köppen Austin possiede un clima subtropicale umido. Questo clima è caratterizzato da estati lunghe e calde e inverni brevi e miti. Le precipitazioni annuali si aggirano su una media di 34,32 pollici (872 mm), distribuiti per lo più in modo uniforme durante tutto l'anno, anche se maggio e giugno sono generalmente i mesi più umidi. La presenza del sole è abbondante durante tutte le stagioni. La temperatura più alta è stata di 112 °F (44 °C), registrata il 5 settembre 2000 e il 28 agosto 2011.
| Camp Mabry, AUSTIN         | Mesi | Mesi | Mesi | Mesi | Mesi  | Mesi  | Mesi | Mesi | Mesi | Mesi | Mesi | Mesi | Stagioni | Stagioni | Stagioni | Stagioni | Anno  |
| Camp Mabry, AUSTIN         | Gen  | Feb  | Mar  | Apr  | Mag   | Giu   | Lug  | Ago  | Set  | Ott  | Nov  | Dic  | Inv      | Pri      | Est      | Aut      | Anno  |
| -------------------------- | ---- | ---- | ---- | ---- | ----- | ----- | ---- | ---- | ---- | ---- | ---- | ---- | -------- | -------- | -------- | -------- | ----- |
| T. max. media (°C)         | 16,4 | 18,4 | 22,3 | 26,6 | 30,3  | 33,4  | 35,3 | 36,1 | 32,5 | 27,7 | 21,9 | 17,1 | 17,3     | 26,4     | 34,9     | 27,4     | 26,5  |
| T. min. media (°C)         | 5,3  | 7,1  | 10,7 | 14,8 | 19,3  | 22,4  | 23,6 | 23,7 | 20,8 | 15,9 | 10,3 | 5,7  | 6,0      | 14,9     | 23,2     | 15,7     | 15,0  |
| Precipitazioni (mm)        | 56,4 | 51,3 | 70,1 | 53,1 | 112,8 | 110,0 | 47,8 | 59,7 | 75,9 | 98,6 | 75,2 | 61,0 | 168,7    | 236,0    | 217,5    | 249,7    | 871,9 |
| Umidità relativa media (%) | 67,2 | 66,0 | 64,2 | 66,4 | 71,4  | 69,5  | 65,1 | 63,8 | 68,4 | 67,1 | 68,7 | 67,6 | 66,9     | 67,3     | 66,1     | 68,1     | 67,1  |

## Storia

### Primi abitanti
Per centinaia di anni prima dell'arrivo dei coloni europei, la zona dell'attuale città di Austin fu abitata da un miscuglio di nativi americani Tonkawa, Comanche e Apache Lipan, che vivevano di caccia e pesca lungo i corsi d'acqua della zona.

### Coloni anglo-americani

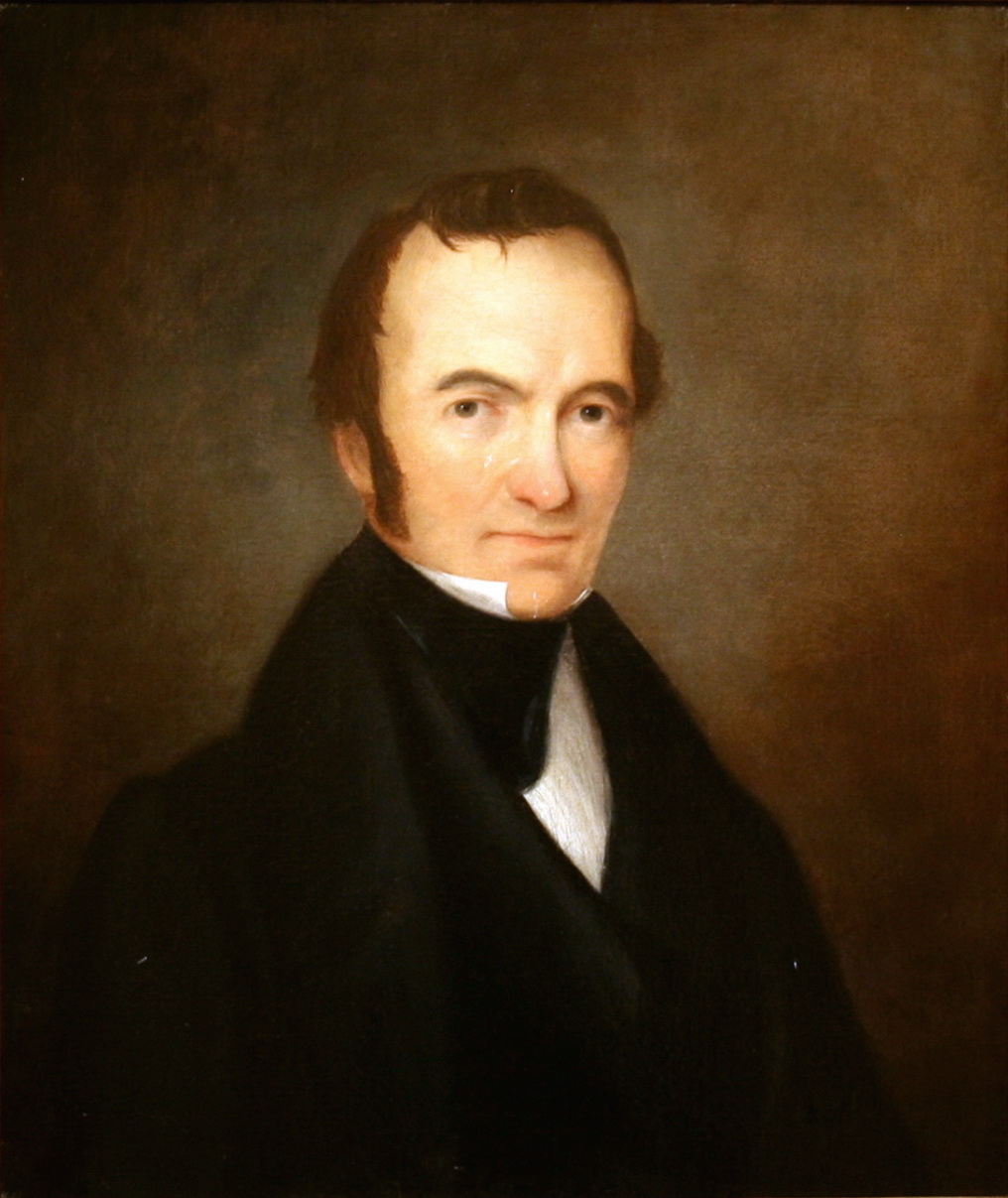
Stephen Austin

Il primo insediamento permanente documentato dell'attuale città di Austin risale al 1835. I coloni anglo-americani cominciarono ad arrivare quando il Texas faceva ancora parte del Messico. Essi fondarono il villaggio chiamato originariamente Waterloo nel 1837, lungo le sponde del fiume Colorado. Secondo una tradizione locale, Stephen Fuller Austin, il "padre del Texas", negoziò un trattato di pace con gli indiani della zona nel luogo dove ora sorge la Treaty Oak ("Quercia del trattato") dopo che diversi coloni erano stati uccisi durante alcune razzìe degli indiani. Austin avrebbe negoziato con gli indiani anche i confini della nascente città.

### Repubblica del Texas
Waterloo fu scelta come capitale della nuova Repubblica del Texas nel 1839 e Mirabeau Bonaparte Lamar le cambiò il nome in onore di Stephen Austin. Il piano urbanistico della nuova capitale fu progettato dal giudice Edwin Waller, con strade orientate secondo i quattro punti cardinali e chiamate con nomi di fiumi e piante del Texas; lo schema viario originario è rimasto quasi inalterato nel centro cittadino. Nell'ottobre del 1839 il governo texano si trasferì da Houston ad Austin, che nel gennaio successivo contava 839 abitanti. Sempre nel 1839 il Congresso del Texas acquistò un terreno nelle vicinanze della città per costruirvi un'università di "prima classe", che nel 1883 divenne il principale campus dell'Università del Texas.
Nel 1842 il presidente Sam Houston tentò di riportare la capitale a Houston e da lì alla località di Washington-on-the-Brazos e incaricò un gruppo di uomini di impadronirsi degli archivi statali tenuti ad Austin. La reazione degli abitanti fece però fallire il colpo di mano e gli archivi rimasero nella città di Austin.

### Dal 1845 al 1899
Dopo l'annessione del Texas agli Stati Uniti nel 1845, ci furono altri due tentativi di spostare la capitale da Austin mediante referendum: la proposta però fu respinta in entrambi i casi.
Dal 1861 al 1865, Austin, come tutto il Texas, fece parte della Confederazione e uno dei suoi più celebri generali fu John Bell Hood.
Dopo la guerra di secessione furono sviluppate le strutture scolastiche e universitarie della città: nel 1878 fu fondato dal reverendo Edward Sorin l'Accademia (poi Università) di St. Edward, nel 1881 furono aperte due scuole che poi confluirono e dettero vita alla Huston-Tillotson University; nel 1882 fu costruito il campus principale dell'Università del Texas, aperta nel 1883.
Negli anni 1884-1885 la città fu terrorizzata da un ignoto assassino seriale, noto con il soprannome di Servant Girl Annihilator (che si potrebbe tradurre come "massacratore delle serve"), che uccideva le proprie vittime a colpi d'ascia. Più tardi fu avanzata anche l'ipotesi che questo assassino fosse la stessa persona che si celò dietro il nome di Jack lo squartatore, i cui delitti iniziarono circa tre anni dopo gli omicidi di Austin.
Il Campidoglio fu completato nel 1888 e al tempo si riteneva essere il settimo edificio più grande del mondo.
Nel 1893 fu costruita la diga Great Granite Dam sul fiume Colorado, regolarizzando il corso del fiume e fornendo energia elettrica alla città.

### Dal 1900 al 1969
Nel 1900 una grande tempesta spazzò via la diga e un muro d'acqua si abbatté sul centro di Austin, radendolo al suolo e uccidendo decine di persone. Ci furono due tentativi di ricostruire la diga, finché non si decise di costruirne un'altra, la Tom Miller Dam, negli anni quaranta. Nel 1910 fu aperto un ponte in cemento sul fiume Colorado, il Congress Avenue Bridge.
Negli anni trenta la Lower Colorado River Authority sostituì la Great Granite Dam con una serie di sette dighe e bacini che regolarizzarono il corso del fiume. Un ruolo chiave fu giocato dall'allora deputato Lyndon B. Johnson, che riuscì a far autorizzare i fondi per finanziare l'opera. Il 1º agosto 1966 ci fu forse l'evento più traumatico della città: la strage di passanti ad opera di Charles Whitman.

## Monumenti e luoghi d'interesse
- Il The Independent e il The Austonian, rispettivamente il più alto e il secondo più alto grattacielo della città
- Casa Littlefield, storica residenza creata nel 1893

## Società

### Evoluzione demografica
Abitanti censiti (in migliaia)

Secondo il censimento del 2018, c'erano 964 254 persone.

### Etnie e minoranze straniere
Secondo il censimento del 2010, la composizione etnica della città era formata dal 68,3% di bianchi, l'8,1% di afroamericani, lo 0,9% di nativi americani, il 6,3% di asiatici, lo 0,1% di oceaniani, e il 3,4% di due o più etnie. Ispanici o latinos di qualunque razza erano il 35,1% della popolazione.

## Cultura

### Istruzione

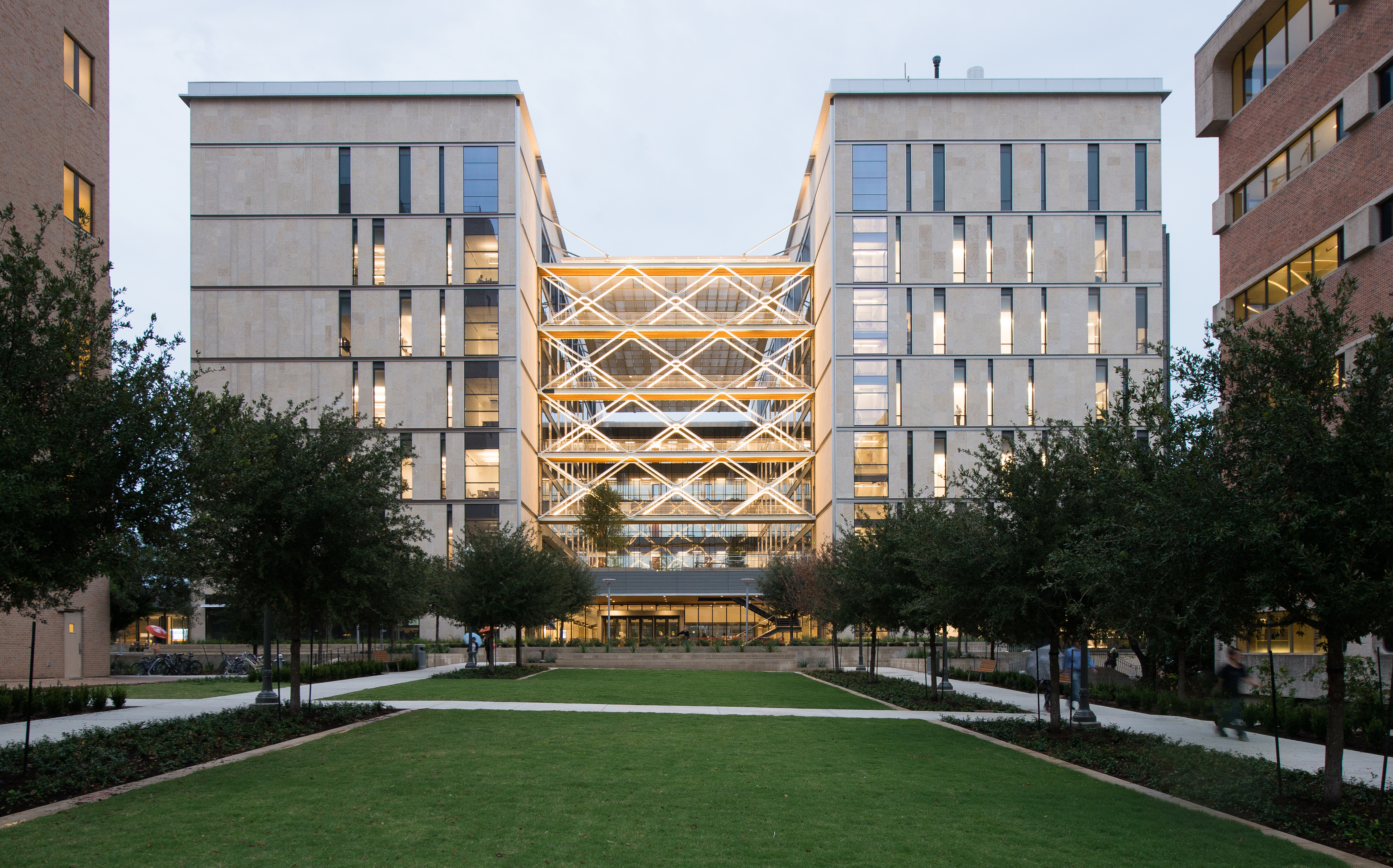
L'Engineering Education and Research Center (EERC) all'University of Texas at Austin

I ricercatori della Central Connecticut State University nel 2008 hanno classificato Austin al 16º posto nella classifica delle città con più alfabetizzati negli USA. Austin è stata selezionata come la "No.1 College Town America" dal Travel Channel. Oltre il 43% dei residenti con un'età superiore ai 25 anni possiede un diploma di laurea, mentre il 16% possiede una laurea. Nella classifica del 2015 la University of Texas at Austin ha raggiunto il 53º posto nella classifica stilata da US News & World Report delle migliori università nazionali e il 17° nella classifica delle migliori università pubbliche. La città investe annualmente più di 595 milioni di dollari nella ricerca. Nell'area di Austin sono presenti 29 distretti scolastici pubblici, 17 charter school e 69 scuole private.

### Musica
Lo slogan ufficiale di Austin è "Live Music Capital of the World"; la città possiede il maggior numero di locali pro capite in tutti gli Stati Uniti.

### Cinema
Austin ospita diversi festival cinematografici, tra cui il South by Southwest e l'Austin Film Festival.

## Economia
L'area metropolitana della Grande Austin nel 2010 aveva un prodotto interno lordo di 86 miliardi di dollari. 
I settori informatico e tecnologico sono quelli più importanti per l'economia della città e molte compagnie della Silicon Valley hanno una loro sede ad Austin. Tra le principali aziende operanti in questo settore troviamo:
- Dell
- IBM
- Apple
- AMD
- Intel
- Samsung
- Sun Microsystems

L'alta concentrazione di aziende informatiche ha portato alla creazione del soprannome Silicon Hills (Colline di silicio) per la città in contrapposizione alla più famosa Silicon Valley californiana. Nel 2013 la città è stata classificata al 14º posto nella lista di Forbes Best Places for Business and Careers , subito dopo Dallas (che è invece al 13º posto). Austin sta emergendo anche come centro di aziende farmaceutiche e biotecnologiche; sono presenti circa 85 di esse. È stata inserita al 12º posto nella classifica stilata dal Milken Institute dei centri biotecnologici degli Stati Uniti. La società alimentare Whole Foods Market è stata fondata nel 1980 ad Austin.

## Infrastrutture e trasporti
La città è servita dall'Aeroporto Internazionale di Austin-Bergstrom. Inoltre, il servizio ferroviario suburbano Capital MetroRail collega il centro città con i sobborghi situati a nord. Austin è conosciuta come la città più "bike friendly" del Texas, ed è arrivata al 7º posto tra le città statunitensi, nella classifica della rivista Bicycling. La Bike Austin e la filiale principale della Bike Texas contrastano il furto di biciclette.

## Amministrazione
Nel 2016 sono stati commessi 39 omicidi, il record dal 1997. Il Texas Department of Transportation gestisce l'Austin District Office.

### Politica
| Anno | Repubblicano  | Democratico   |
| ---- | ------------- | ------------- |
| 2020 | 26,4% 161 337 | 71,4% 435 860 |
| 2016 | 27,4% 126 750 | 66,3% 306 475 |
| 2012 | 36,2% 140 152 | 60,1% 232 788 |
| 2008 | 34,3% 136 981 | 63,5% 254 017 |
| 2004 | 42,0% 147 885 | 56,0% 197 235 |
| 2000 | 46,9% 141 235 | 41,7% 125 526 |
| 1996 | 39,9% 98 454  | 52,3% 128 970 |
| 1992 | 31,9% 88 105  | 47,3% 130 546 |
| 1988 | 44,9% 105 915 | 54,1% 127 783 |
| 1984 | 56,8% 124 944 | 42,8% 94 124  |
| 1980 | 45,7% 73 151  | 46,9% 75 028  |
| 1976 | 46,7% 71 031  | 51,6% 78 585  |
| 1972 | 56,3% 70 561  | 43,2% 54 157  |
| 1968 | 41,6% 34 309  | 48,1% 39 667  |
| 1964 | 31,0% 19 838  | 68,9% 44 058  |
| 1960 | 44,9% 22 107  | 54,9% 27 022  |

Austin è conosciuta come una roccaforte della politica liberale in uno stato conservatore, tanto che la città viene talvolta definita sarcasticamente da residenti di altre parti del Texas la "Repubblica popolare di Austin". Durante le elezioni presidenziali del 2016 nella contea di Travis ha trionfato Hillary Clinton con il 66,3% dei voti.

### Gemellaggi
La città è gemellata con:
- Città di Adelaide, dal 1983
- Angers, dal 2011
- Adalia, dal 2009
- Gwangmyeong, dal 2001
- Hackney, dal 2014
- Coblenza, dal 1991
- Lima, dal 1981
- Maseru, dal 1978
- Ōita, dal 1990
- Orlu, dal 2000
- Pune, dal 2018
- Saltillo, dal 1968
- Taichung, dal 1986
- Prefettura autonoma dai di Xishuangbanna, dal 1997

Ha un patto d'amicizia con:
- Siem Reap, dal 2011
- Tehuacán, dal 2019
- Villefranche-sur-Mer, dal 2010

## Sport
| Squadra            | Sport              | Fondazione | Lega                       | Luogo                                  |
| ------------------ | ------------------ | ---------- | -------------------------- | -------------------------------------- |
| Austin FC          | Calcio             | 2018       | MLS                        | Q2 Stadium                             |
| Austin Bold        | Calcio             | 2017       | USL Championship           | Bold Stadium (Circuit of the Americas) |
| Austin Gilgronis   | Rugby              | 2018       | MLR                        | Bold Stadium (Circuit of the Americas) |
| Round Rock Express | Baseball           | 2000       | Pacific Coast League (AAA) | Dell Diamond                           |
| Austin Spurs       | Basketball         | 2005       | NBA D-League               | H-E-B Center at Cedar Park             |
| Texas Stars        | Hockey su ghiaccio | 2009       | American Hockey League     | H-E-B Center at Cedar Park             |
| Austin Outlaws     | Football           | 2003       | Women's Football Alliance  | House Park                             |
| Austin Huns        | Rugby              | 1972       | Texas Rugby Union          | Huns Field at Nixon Lane               |

Austin è la più grande città degli Stati Uniti a non avere squadre in nessuno dei quattro principali campionati (NFL, MLB, NBA e NHL). Sono presenti gli Austin Spurs, squadra militante in D-League, la lega di sviluppo dell'NBA.
Inoltre dal 2012 Austin ospita nel Circuito delle Americhe il Gran Premio degli USA di Formula 1, mentre dal 2013 il Gran Premio Motociclistico delle Americhe del Motomondiale; e dal 2019, all'interno del Bold Stadium, ospita le partite interne degli Austin Bold.